# Twee vrouwen
Twee vrouwen is een roman van de Nederlandse schrijver Harry Mulisch. Het boek kwam in 1975 uit bij de uitgeverij De Bezige Bij.
Het boek gaat over de twee vrouwen Laura en Sylvia, die samen een lesbische relatie hebben.

## Verhaal
Laura Tinhuizen is op weg naar Frankrijk naar haar gestorven moeder. Tijdens een stop in Avignon schrijft ze de dramatische liefdesgeschiedenis tussen haar en de kapster Sylvia op.
Na het verbreken van haar kinderloos gebleven huwelijk met Alfred Boeken is Laura verliefd geworden op de veel jongere Sylvia. De gebeurtenis haalt haar leven danig overhoop. Sylvia heeft iets raadselachtigs over zich en Laura is ondanks haar verliefdheid soms wanhopig door het zwijgzame gedrag van haar geliefde. Sylvia manipuleert haar omgeving en liegt over haar relatie met Laura. Als ze de dierentuin bezoeken laat Sylvia zich door Laura fotograferen met een onbekende jongen. Later vertelt ze haar ouders dat de jongen Thomas heet en de zoon is van Laura. Ook zegt ze dat Thomas en zij een relatie hebben. Ook Laura liegt over haar relatie. Als ze haar moeder bezoekt wil ze niet dat Sylvia meegaat. Zij doet dit toch en de moeder van Laura heeft direct door dat beide vrouwen iets hebben. Ze slaat in woede ontstoken naar Sylvia en Laura met haar stok.
Bij de opvoering van het toneelstuk Orpheus' vriend ontmoeten Laura en Sylvia de ex van de eerste, Alfred Boeken. Alfred reageert geïrriteerd als hij hoort dat zijn ex-vrouw een lesbische relatie heeft. Na het toneelstuk verslechtert de relatie tussen Laura en Sylvia. Laura hoort van Karin, de nieuwe vrouw van Alfred, dat Sylvia een relatie heeft met Alfred. Ze raakt in een depressie en denkt aan zelfmoord. Dan blijkt dat Sylvia even onvoorspelbaar is als altijd. Na enige tijd duikt ze weer op. Ze is zwanger van Alfred, maar zegt niet van hem te houden. Ze is zwanger geworden om Laura moeder te laten worden. Laura probeert dan een dialoog tot stand te brengen tussen Alfred en Sylvia. Dit pakt echter verkeerd uit. Alfred doodt de zwangere Sylvia. Dit is weer parallel aan het mythologische verhaal van Orpheus en Eurydice. Laura kijkt achterom net zoals Orpheus dat deed bij zijn tocht terug uit de onderwereld, dit werd hem echter verboden, hierop wordt Eurydice teruggestuurd naar de onderwereld. 
Overmand door verdriet vertrekt Laura van de plaats waar haar geliefde is vermoord naar de plaats waar haar gestorven moeder wacht.

## Symboliek
Mulisch heeft bij Twee vrouwen de mythe van Orpheus en Eurydice als achtergrond gebruikt. De mythe is echter gespiegeld: het gaat niet over een man die zijn gestorven relatie uit het dodenrijk wil halen, maar over een vrouw die haar geliefde naar het dodenrijk brengt. Het is de schuld van Laura dat Sylvia wordt vermoord, zij stelde voor dat Alfred en Sylvia gingen praten. De spiegeling komt ook voor bij het stuk "Orpheus' vriend". Hier zijn het twee homoseksuele mannen die het dodenrijk ingaan. De dood zit door het hele boek verweven. Laura reist van Amsterdam naar Zuid-Frankrijk. Amsterdam is dan nog aan het bouwen aan de metro en is één grote bouwput. Die onderaardse bouwput is het symbool van Hades, de Griekse God van het dodenrijk. Ze reist naar Frankrijk door de nacht, naar de plaats waar haar dode moeder wacht. Aan het eind van het boek wordt gesuggereerd dat ze zelfmoord gaat plegen. 
Ook het moedermotief speelt een rol. Er zijn drie moeders: de moeder van Laura, Laura zelf, die geen moeder is, maar het toch wordt door de zwangerschap van Sylvia en Sylvia die zwanger raakt van Alfred en het kind aan Laura schenkt. Ook is Laura de fictieve moeder van de al even fictieve Thomas, de zogenaamde vriend van Sylvia. Laura is zo ook de (schoon)moeder van Sylvia. De moederfiguur komt vaker terug in de romans en verhalen van Mulisch. Ook hier is sprake van een verwijzing naar een mythe, namelijk de Oedipus-mythe, waarbij Oedipus verliefd wordt op zijn moeder. Het moederschap is voor Laura erg belangrijk. Ze is onvruchtbaar en ze lijdt daaronder. Ook heeft ze het gevoel dat ze pas zelfstandig kan zijn als ze onder haar moeders invloed vandaan is. Ze gelooft echter dat ze dit pas kan bereiken als ze zelf moeder is geworden. Mulisch zelf was enige jaren voor het schrijven van "Twee Vrouwen" zelf vader geworden. Het verloste hem van de invloed van zijn vader. Hij had het gevoel dat hij door zelf vader te worden, niet langer een zoon hoefde te zijn.
Verder is er de liefde, die in het werk van Mulisch synoniem is met vernietiging. Als gevolg van de liefde tussen Sylvia en Laura wordt Sylvia doodgeschoten en pleegt Laura wellicht zelfmoord. De liefde die Alfred voor Sylvia voelt wordt hem ook fataal, hij is nu de moordenaar van zijn geliefde en van zijn ongeboren kind.
Een ander element vormt de tijd. De Oedipusmythe maar ook de Orpheusmythe zijn mythes over de tijd. Met name de Oedipusmythe. Mulisch zelf ziet deze mythe als de herschepping van de schepper. Wie zijn vader doodt en zijn moeder huwt, schept zichzelf, wordt zijn eigen vader. Zo kun je als mens de tijd beïnvloeden. Door een geliefde uit de dood te redden, overwin je de dood en daarmee de tijd, dat is het thema van de Orpheusmythe. Voor Mulisch is de tijd een fenomeen dat zich voortdurend herhaalt. Een mens wordt geboren, leeft, sterft, en wordt weer opnieuw geboren.

## Stijl
Twee vrouwen wordt een van Mulisch toegankelijkste romans genoemd. Anders dan de romans uit de jaren vijftig en de roman De verteller uit 1970, is Twee vrouwen in een heldere stijl geschreven. Verdwenen is de chaos en associatieve manier van schrijven die Het stenen bruidsbed en Het zwarte licht kenmerken. Ook de bijna loodzware en alles overheersende symboliek van De verteller is verdwenen. Mulisch schrijft voor het eerst klare taal. Althans, zo lijkt het. Die helderheid is slechts de bovenste laag van een boek dat wordt gekenmerkt door verschillende lagen. De lezer krijgt tijdens het lezen voortdurend de indruk dat er meer schuil gaat achter het ogenschijnlijk eenvoudige liefdesdrama. Mulisch schrijft, naar eigen zeggen, geen psychologische romans, maar schept nieuwe mythes. In zijn universum is niets toevallig, alles heeft met alles te maken. Geen woord is te veel, alles valt op zijn plaats. Zijn personages zijn ook geen psychologisch uitgewerkte karakters, maar figuren uit een Griekse tragedie. Ze worden als decorstukken heen en weer bewogen en lijken verborgen achter maskers. Net als Oedipus zijn noodlot tegemoet gaat als hij geheel onwetend zijn moeder Iocaste huwt, zo gaat Laura haar ondergang tegemoet als ze Sylvia bij de etalage van de juwelier ziet.

## Personages
Laura Tinhuizen
Laura is 35 jaar en conservator in een museum. Haar huwelijk met de criticus Alfred Boeken is na zeven jaar op de klippen gelopen. Het huwelijk is kinderloos gebleven, een gevolg van onvruchtbaarheid van Laura. Haar vader is inmiddels overleden. Laura had een hechte band met haar vader, iets wat niet gezegd kan worden van haar relatie met haar moeder. Laura's moeder is dominant en bemoeit zich veelvuldig met het leven van haar dochter. Laura voelt zich hierdoor in haar zelfstandigheid aangetast. Ze heeft het gevoel dat ze zich alleen onder haar moeders invloed vandaan kan komen door zelf moeder te worden. Haar ontmoeting met Sylvia brengt dit ideaal dichterbij. Sylvia verzint een denkbeeldige vriend, die ze Thomas noemt en de zoon van Laura is.
Sylvia Nithart
Sylvia is 20 jaar en kapster. Ze is een mysterieus personage. Ze wordt beschreven als jongensachtig. In tegenstelling tot Laura die alleen maar heteroseksuele relaties heeft gehad, heeft Sylvia met zowel mannen als vrouwen geslapen. Hoewel ze de dochter van Laura zou kunnen zijn, is Sylvia in veel gevallen veel volwassener in haar gedrag. Ze zegt nooit te veel en soms wordt Laura bijna wanhopig van haar zwijgen. Tegelijkertijd is Sylvia erg uitgekookt. Ze gebruikt Alfred om een kind te krijgen en dat kind vervolgens aan Laura te geven. Ze is erg hard tegen Alfred en laat hem volkomen vallen als ze haar doel heeft bereikt.
Alfred Boeken
Alfred is criticus. Hij is na zeven jaar huwelijk gescheiden van Laura. Hij is hertrouwd met Karin en heeft twee zonen uit dit huwelijk. Net als Laura begeeft Alfred zich in kunstzinnige en culturele kringen. Hij toont zich geïrriteerd over het feit dat Laura een homoseksuele relatie is begonnen. Hij is niet erg trouw aan zijn gezin. Als hij de kans krijgt om met Sylvia een relatie aan te gaan, is hij snel bij zijn nieuwe vrouw weg.

## Drukgeschiedenis
"Twee Vrouwen" is inmiddels (2022) 30 keer herdrukt. De eerste druk is van oktober 1975 en er werden in die maand 17.000 exemplaren gedrukt. De omslag van de eerste druk bevat een detail van het fresco 'De zegeningen van het goede bewind' - Ambrogio Lorenzetti (1280/95-1348), Palazzo Pubblico, Siena

## Motto
... weer doorsidderde mijn hart
Eros, zoals de wind op de bergen in eiken valt.
— Sappho

De regels komen uit een gedicht van Griekse dichteres Sappho. Sappho schreef gedichten waarin de lesbische liefde een belangrijke rol speelt.

## Trivia
- Mulisch schreef later dat hij zich voor de figuur van Sylvia baseerde op zijn vrouw Sjoerdje, en dat de ontmoeting tussen hem en Sjoerdje precies zo verliep als tussen Laura en Sylvia.
- Twee vrouwen was van 17 oktober tot 14 november 2008 gratis af te halen op vertoon van een bibliotheekpas bij de bibliotheek in het kader van de actie Nederland Leest.[1]

## Verfilming
Het boek is in 1979 verfilmd door George Sluizer.
2006: Dubbelspel (Frank Martinus Arion) · 2007: De gelukkige klas (Theo Thijssen) · 2008: Twee vrouwen (Harry Mulisch) · 2009: Oeroeg (Hella Haasse) · 2010: De grote zaal (Jacoba van Velde) · 2011: Het leven is vurrukkulluk (Remco Campert) · 2012: De donkere kamer van Damokles (Willem Frederik Hermans) · 2013: Erik of het klein insectenboek (Godfried Bomans) · 2014: Een vlucht regenwulpen (Maarten 't Hart) · 2023: Sonny Boy (Annejet van der Zijl) · 2024: Joe Speedboot (Tommy Wieringa)